# Пісажовиці (Каменногурський повіт)
Пісажовиці (пол. Pisarzowice, нім. Schreibendorf) — село в Польщі, у гміні Каменна Гура Каменногурського повіту Нижньосілезького воєводства.
Населення — 903 особи (2011).
У 1975-1998 роках село належало до Єленьогурського воєводства.

## Демографія
Демографічна структура станом на 31 березня 2011 року:
|          | Загалом | Допрацездатний вік | Працездатний вік | Постпрацездатний вік |
| -------- | ------- | ------------------ | ---------------- | -------------------- |
| Чоловіки | 445     | 95                 | 325              | 25                   |
| Жінки    | 458     | 84                 | 280              | 94                   |
| Разом    | 903     | 179                | 605              | 119                  |

## Галерея

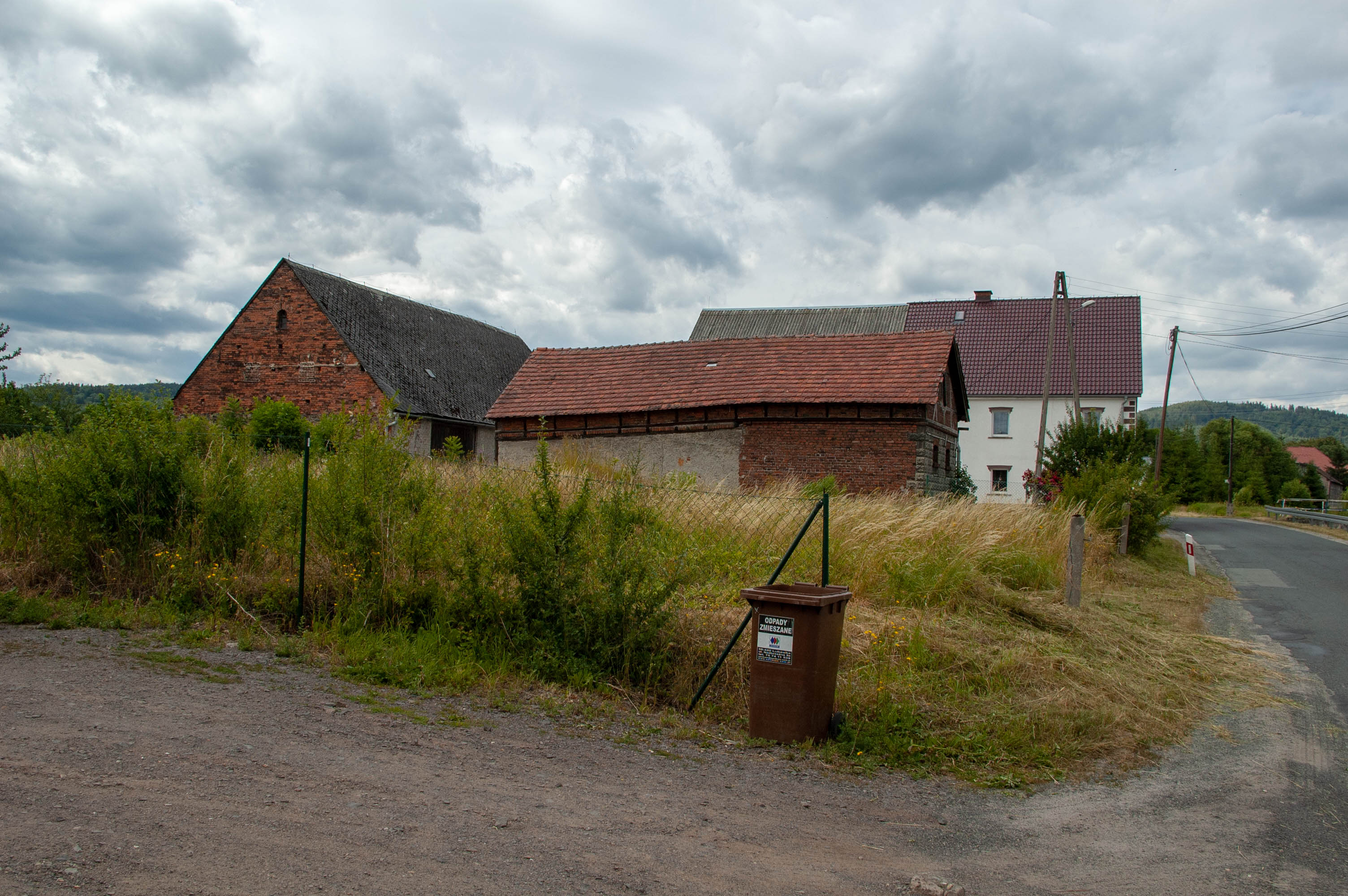
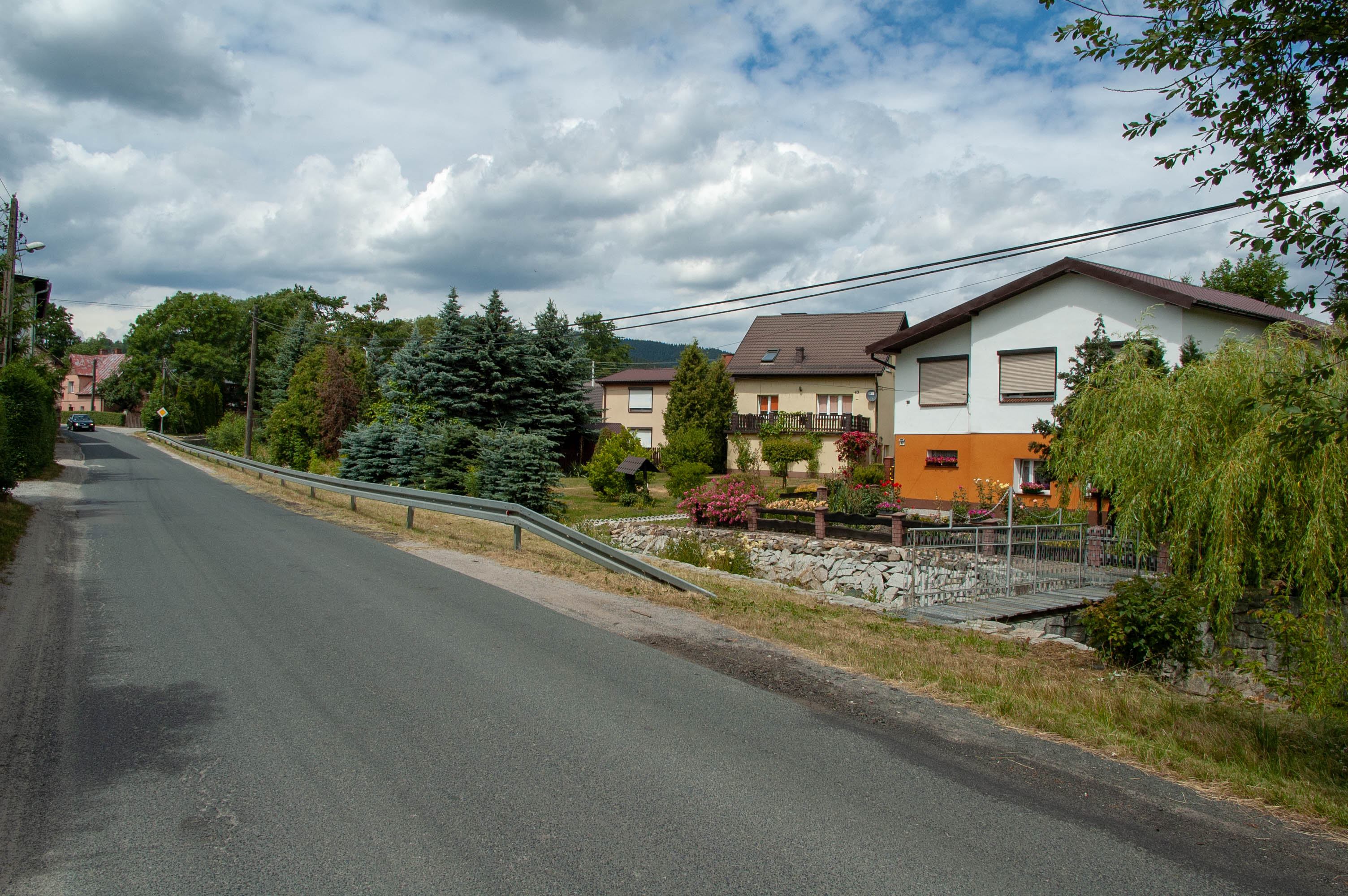
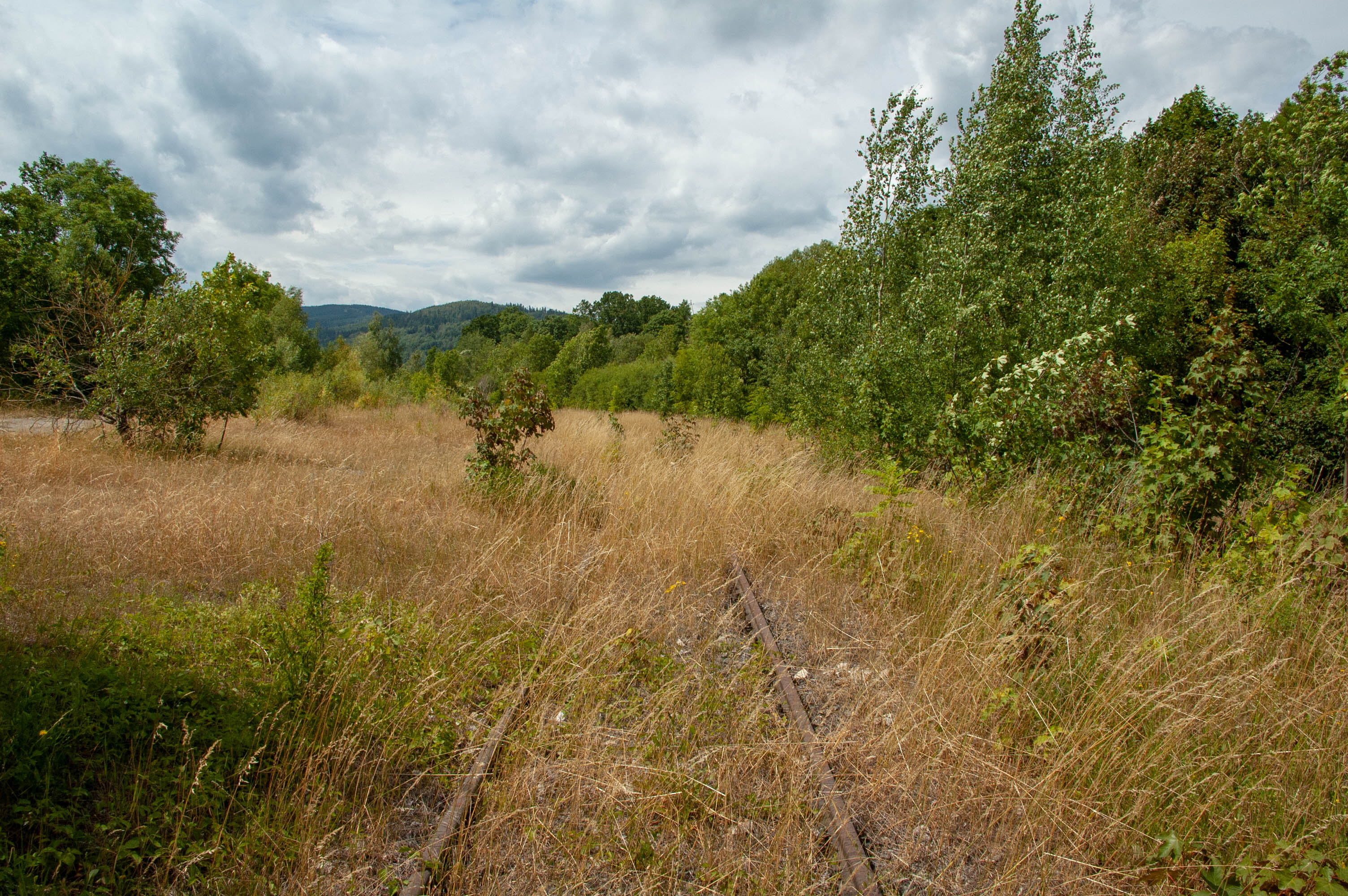